# Copa Julio Roca
Puchar Julio Roca (hiszp. Copa Julio Argentino Roca) – rozgrywany w latach 1914–1976 turniej towarzyski między reprezentacjami Argentyny i Brazylii w piłce nożnej. Ostatnia edycja była rozgrywana w ramach Copa del Atlántico.

## Historia
Zapoczątkowany został w 1913 roku przez byłego prezydenta Argentyny, generała Julio Argentino Roca. Wielki fan piłki nożnej, Roca pracował w tym czasie jako ambasador Argentyny w Brazylii i zaproponował rozgrywać mecze pomiędzy obu krajami w celu stworzenia zdrowej rywalizacji i rozwoju piłki nożnej. Puchar powinien być rozgrywany co roku w innym kraju, ale faktycznie, pomimo wielu zmian formatu, odbywał się nie periodycznie z różnymi przerwami. W turnieju uczestniczyły reprezentacje Argentyny i Brazylii. Zwycięzca został wyłoniony w dwumeczu: pierwszy w jednym kraju, rewanż w innym. Ustalono, że gospodarz pierwszego meczu będzie zmieniał się w każdej edycji, w pierwszej edycji gospodarzem pierwszego meczu została wylosowana Argentyna. Drużyna, która zgromadziła najwięcej punktów po dwumeczu wygrywa turniej, jeżeli liczba punktów jest równa, następnie brano pod uwagę różnicę bramek oraz, jeśli to konieczne, zostaje wyznaczona seria rzutów karnych. W składzie każdej z drużyn mogą występować piłkarze grające zarówno w lidze brazylijskiej lub argentyńskiej. W rzeczywistości istniały dwa różne puchary: jeden w 1914 roku został przekazany przez Julio Roca FAF (Federación Argentina de Football) i rozgrywany tylko raz, a drugi w latach 1922-1976 przekazany przez niego do AAF (Asociación Argentina de Football).

## Finały
| Rok               | Gospodarz                                                                                       |                    | Finał                   | Finał        | Finał |
| Rok               | Gospodarz                                                                                       | Mistrz             | Wynik                   | Wicemistrz   |       |
| ----------------- | ----------------------------------------------------------------------------------------------- | ------------------ | ----------------------- | ------------ | ----- |
| 1914 Szczegóły    | Buenos Aires, Argentyna                                                                         | Brazylia           | 1 – 0                   | Argentyna    |       |
| 1922 Szczegóły    | São Paulo, Brazylia                                                                             | Brazylia           | 2 – 1                   | Argentyna    |       |
| 1923 Szczegóły    | Buenos Aires, Argentyna                                                                         | Argentyna          | 2 – 1                   | Brazylia     |       |
| 1939/40 Szczegóły | Rio de Janeiro, Brazylia · Rio de Janeiro, Brazylia · São Paulo, Brazylia · São Paulo, Brazylia | Argentyna          | 5 – 1 2 – 3 2 – 2 3 – 0 | Brazylia     |       |
| 1940 Szczegóły    | Buenos Aires, Argentyna · Buenos Aires, Argentyna · Buenos Aires, Argentyna                     | Argentyna          | 6 – 1 2 – 3 5 – 1       | Brazylia     |       |
| 1945 Szczegóły    | São Paulo, Brazylia · Rio de Janeiro, Brazylia · Rio de Janeiro, Brazylia                       | Brazylia           | 3 – 4 6 – 2 3 – 1       | Argentyna    |       |
| 1957 Szczegóły    | Rio de Janeiro, Brazylia · São Paulo, Brazylia                                                  | Brazylia           | 1 – 2 2 – 0             | Argentyna    |       |
| 1960 Szczegóły    | Buenos Aires, Argentyna · Buenos Aires, Argentyna                                               | Brazylia           | 2 – 4 4 – 1 (dogr.)     | Argentyna    |       |
| 1963 Szczegóły    | São Paulo, Brazylia · Rio de Janeiro, Brazylia                                                  | Brazylia           | 2 – 3 5 – 2 (dogr.)     | Argentyna    |       |
| 1971 Szczegóły    | Buenos Aires, Argentyna · Buenos Aires, Argentyna                                               | Argentyna Brazylia | 1 – 1 2 – 2             | Obie drużyny |       |
| 1976 Szczegóły    | Buenos Aires, Argentyna · Rio de Janeiro, Brazylia                                              | Brazylia           | 2 – 1 2 – 0             | Argentyna    |       |

## Statystyki
| Lp. | Drużyna   | Mistrz | Wicemistrz | Lata triumfów                                      |
| --- | --------- | ------ | ---------- | -------------------------------------------------- |
| 1.  | Brazylia  | 8      | 4          | 1914, 1922*, 1945*, 1957*, 1960, 1963*, 1971, 1976 |
| 2.  | Argentyna | 4      | 8          | 1923*, 1939/40, 1940*, 1971*                       |

* = jako gospodarz.